# Pouligny-Notre-Dame
Pouligny-Notre-Dame – miejscowość i gmina we Francji, w Regionie Centralnym, w departamencie Indre.
Według danych na rok 1990 gminę zamieszkiwało 661 osób, a gęstość zaludnienia wynosiła 20 osób/km² (wśród 1842 gmin Regionu Centralnego Pouligny-Notre-Dame plasuje się na 568. miejscu pod względem liczby ludności, natomiast pod względem powierzchni na miejscu 283.).